# Rajd Tysiąca Jezior 1963

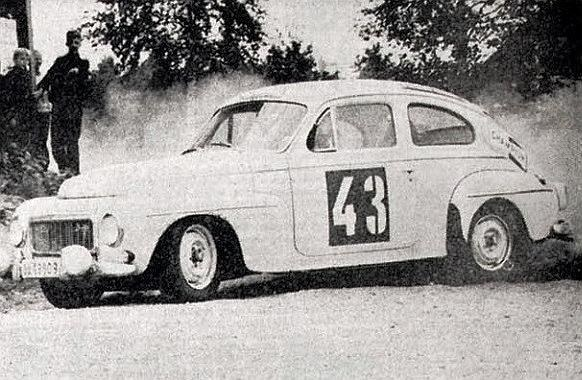
Szwed Tom Trana podczas 13. Jyväskylän Suurajot - Rally of 1000 Lakes

Rajd 1000 Jezior 1963 (13. Jyväskylän Suurajot - Rally of the 1000 Lakes) – 13. edycja rajdu samochodowego Rajdu 1000 Jezior rozgrywanego w Finlandii. Rozgrywany był od 16 do 18 sierpnia 1963 roku. Była to ósma runda Rajdowych Mistrzostw Europy w roku 1963.

## Klasyfikacja rajdu
| Miejsce                      | Kierowca                     | Pilot                        | Samochód                      | Czas                         | Strata                       |                              |
| Klasyfikacja generalna i ERC | Klasyfikacja generalna i ERC | Klasyfikacja generalna i ERC | Klasyfikacja generalna i ERC  | Klasyfikacja generalna i ERC | Klasyfikacja generalna i ERC | Klasyfikacja generalna i ERC |
| ---------------------------- | ---------------------------- | ---------------------------- | ----------------------------- | ---------------------------- | ---------------------------- | ---------------------------- |
| 1.                           | Simo Lampinen                | Jyrki Ahava                  | Saab 96                       | 2:46:26                      | 0.0                          |                              |
| 2.                           | Tom Trana                    | Gunnar Andersson             | Volvo 544                     | 2:46:43                      | +17                          |                              |
| 3.                           | Rauno Aaltonen               | Nurmimaa Väinö               | Saab 96                       | 2:48:19                      | +1:53                        |                              |
| 4.                           | Berndt Jansson               | Erik Pettersson              | Volkswagen 1500 S             | 2:50:50                      | +4:24                        |                              |
| 5.                           | Olle Bromark                 | Kjell Lyxell                 | Saab 96                       | 2:51:02                      | +4:36                        |                              |
| 6.                           | Bengt Söderström             | Bo Ohlsson                   | Volvo 544                     | 2:53:12                      | +6:46                        |                              |
| 7.                           | Rune Larsson                 | Börje Nilsson                | Volkswagen 1500 S             | 2:53:50                      | +7:24                        |                              |
| 8.                           | Bertil Söderström            | Rune Ohlsson                 | Volkswagen Käfer Typ 122 1200 | 2:55:19                      | +8:53                        |                              |
| 9.                           | Timo Mäkinen                 | Kauko Ruutsalo               | Morris Cooper                 | 2:55:57                      | +9:31                        |                              |
| 10.                          | Olli-Pekka Paroma            | Veikkko Villilä              | Austin Cooper                 | 2:59:05                      | +12:39                       |                              |